# Supercoppa degli Emirati Arabi Uniti 2008
La UAE Super Cup 2008  si è disputata il 14 settembre 2008- La sfida ha visto contrapposte l'Al Shabab, vincitore della UAE Football League 2007-2008, e l'Al Ahli, detentrice della Coppa del Presidente degli Emirati Arabi Uniti 2007-2008.
A conquistare il titolo è stato l'Al Ahli che ha vinto per 1-0 la sfida con l'Al Shabab.